# 기로관화

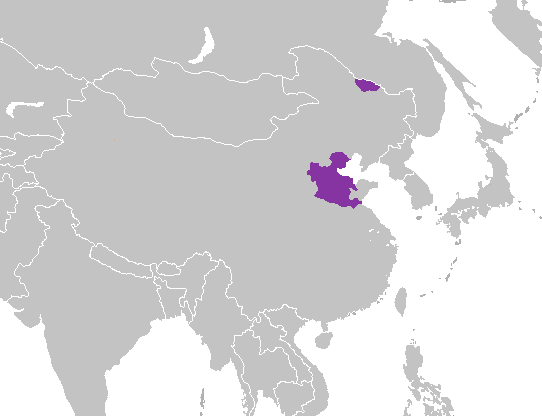

기로관화(중국어: 冀魯官話 지루관화[*]) 또는 북방관화(北方官話)는 대략 중국 허베이성과 산둥성에서 사용되는 관화 방언의 통칭이다. 허베이성과 산둥성의 예스러운 명칭인 기(冀)와 노(魯)에서 이름을 땄다. 사용 지역이 베이징과 가까우나 북경관화(표준 중국어의 기반)와는 억양이나 어휘에 상당한 차이가 있다. 톈진어(天津話), 지난어(濟南話) 등이 기로관화에 속한다.